# Nagyboldogasszony-székesegyház (Kaposvár)
A kaposvári Nagyboldogasszony-székesegyház a Kaposvári egyházmegye katedrálisa, az ország egyik legnagyobb temploma. A neoromán stílusú épület a város és a katolikus hitközösség egyik jelképe, 1886-ban készült el.

## Története

### Az első két templom
A székesegyház jelenlegi épülete már a harmadik templom Kaposvár főterén. Az első imaház egy egyszerű faépület volt még, melyet 1702-ben építettek, részben a lebontott kaposvári vár anyagainak felhasználásával. A fazsindelyes, fatalpas templom hossza 27, szélessége 19 lépés volt. A század közepén azonban erősen romos állapota miatt elbontották, majd a helyére 12 évnyi munkával 1748-ra új templom épült. A már kőből készült, eredetileg a Szentháromságnak, 1790-es átalakításától kezdve Nagyboldogasszonynak szentelt barokk templom 1885-ig volt az akkorra már igencsak megnövekedett katolikus hitközösség fő gyülekezeti helye. Bár már az 1778-ban tartott egyházlátogatás során kimondták, hogy a templom szűk a helyieknek, még több mint egy évszázadig megmaradt. Ez alatt az évszázad alatt történt meg az az eset, hogy a levert forradalom után, 1850. május 9-én a város gimnáziumának és elemi iskoláinak tanulói köhögéssel zavarták meg a Habsburg császárért mondott imát, majd másnap még nagyobb mértéket öltött a tüntetésszerű köhögés. Egy tanulót kicsaptak a gimnáziumból, többet korbáccsal fenyítettek meg, Fatér Mihály igazgató pedig feddést kapott.

### A jelenlegi székesegyház
A mai Nagyboldogasszony-székesegyház megépülése nagy részben köszönhető a Markovics János kanonok indított és Ujváry Ferenc plébános által támogatott nagyszabású gyűjtési mozgalomnak, amelynek eredményeként a lebontott, már igencsak kicsinek bizonyuló templom helyén 1886 őszén Kovács Zsigmond veszprémi püspök felszentelhette a székesegyház jelenlegi épületét. Az építés pályaterveinek elbírálására már 1883 végén bizottságot hozott létre a Magyar Mérnök és Építész Egylet mű- és középítészeti szakosztálya. Az Ybl Miklóst és Steindl Imrét is tagjai között tudó bizottság úgy döntött, hogy a budapesti Tandor Ottó tervei alapján épülhet meg a templom. Az 1885-ben kezdődő és egy évvel később befejeződő építkezés alatt a miséket hétköznapokon a szomszédos zárda kápolnájában mutatták be, vasárnapokon és ünnepeken pedig egy itt felállított sátorban. Ezt a helyet Fries Kerubina, az irgalmas rendiek főnöknője egy kőkereszttel jelölte meg. A kereszt ma is látható a plébánia udvarán, felirata tanúskodik történetéről.
1900-ban vezették be a templomba a villanyvilágítást, 1927-ben az orgonáját javították, majd 1931-ben megnagyobbították a sekrestyéjét, néhány év múlva pedig kívülről is rendbe hozták. 1937-ben készült el Leszkovszky György festőművész alkotása a főbejárat fölötti fülkében: a képen a helyi plébános, a polgármester és a város lakossága ünnepélyesen felajánlja a templomot Krisztusnak és a Magyarok Nagyasszonyának. Egy évvel később, a Szent István-emlékév alkalmából a déli falon elhelyezték a Szent István-kutat, melyet Bory Jenő és Lamping József alkotott.
1958-ban új orgonát kapott a templom, majd 1969-ben ismét teljes felújításon esett át az épület. 1977-ben lebontották az áldoztatórácsot, így új liturgikus tér alakult ki. A plébániatemplom 1993-ban a II. János Pál pápa által alapított kaposvári püspökség székesegyháza lett. 2003-ban helyezték el nyugati falán azt a vörös márványból készült emléktáblát, mely az itt szolgált neves papoknak állít emléket.
2020-tól 2022-ig ismét teljeskörű felújítást végeztek az épületen 2,1 milliárd forint értékben. Ennek során lecserélték a tetőfedést, kijavították a homlokzati festés hibáit, elbontották a lapos tetővel rendelkező sekrestyerészt, helyette pedig újat építettek, a teljes padlót kicserélték (egyúttal padlófűtést építettek be), bővítették a kiemelt teret, a szinteket egységesítették, a bejárati elválasztó rács helyett biztonsági üvegfalat építettek, korszerűsítették az elektromos hálózatot és a világítást, felújították az ólomüveg ablakokat (ezeket külső védelemmel is ellátták), a fából készült nyílászárókat, a belső falak és boltozatok festményeit és az orgonát, új padokat, új gyóntatószéket helyeztek el, valamint megújították a hangosító rendszert, a kivetítőt és új kamerákat helyeztek üzembe.

## Leírása
A székesegyház a neoromán stílusjegyeket viseli magán, hossza 45,5 méter, szélessége 22 méter. A katedrális délnyugat-Magyarország legmagasabb épülete, 63 méter magas főtornya a homlokzat közepén emelkedik a város fölé. Az épület sarkain további négy karcsú gúla található, a főhomlokzat két oldalán fiatornyok vannak, ezek a kóruslépcsőket rejtik. A főbejárat boltozata félkörívesen záródik, fölötte a templom megáldását stilizáló freskó található. Oldalfalain támpillérek sorakoznak, ezek között elnyújtott, szintén félköríves záródású ablakok találhatók.
A templom belseje tágas, a főhajóját két mellékhajó kíséri. A székesegyház belső terét a három hajót felosztó oszlopsor töri meg, reneszánszot idéző lábazataival. A főhajó végében található az öt oldallal határolt szentély. A belső festés is nagyrészt Leszkovszky György műve. A színes ólumüveg ablakokat (33 darab) Kratzmann Ede készítette, míg a márványszobrokat Brandceisz János és Bory Jenő.

## Harang
A székesegyház főtornyában eredetileg négy harang lakott, de kettőt a második világháborúban elrekviráltak. A maradék kettő közül az 1434 kg súlyú nagyharang a város második, a vármegye harmadik legnagyobb harangja; a lélekharang 253,3 kg.

## Fekvése
A katedrális Kaposvár szívében, a Kossuth téren található. Közvetlen szomszédságában helyezkedik el a székesegyházi plébániahivatal, a Nagyboldogasszony Római Katolikus Gimnázium és a püspöki palota, szemben pedig a Városháza és a Kapos Hotel. Két műemléki védettséget élvező szobor is helyet kapott a templom előtt: az egyik a Toponárról, a Festetics-kastély udvarából az 1970-es években átköltöztetett, a 18. század második feléből származó Rokokó Madonna (Mária-oszlop), a másik pedig Nepomuki Szent János szobra.

## Képek

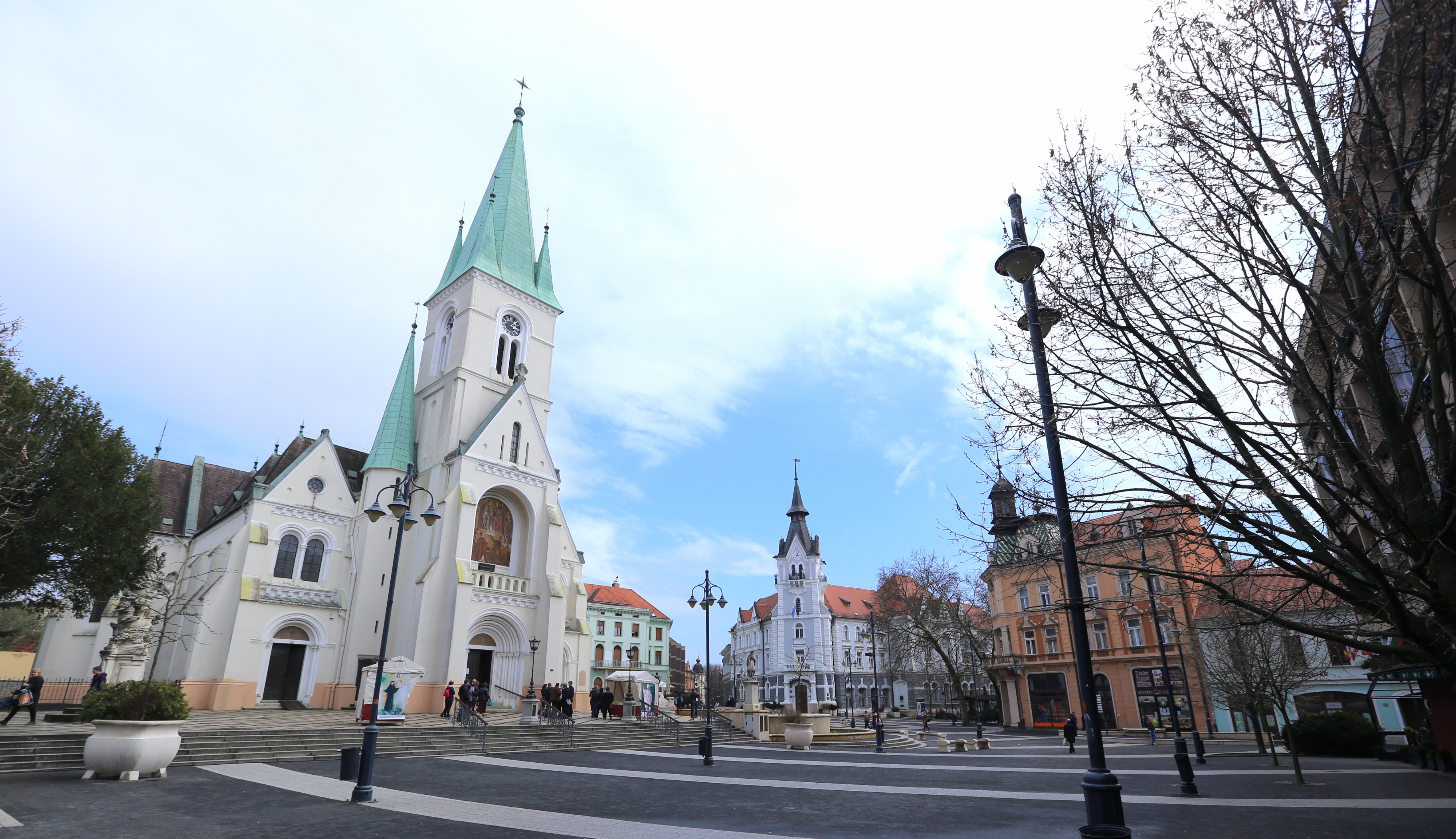
A Kossuth tér épületei
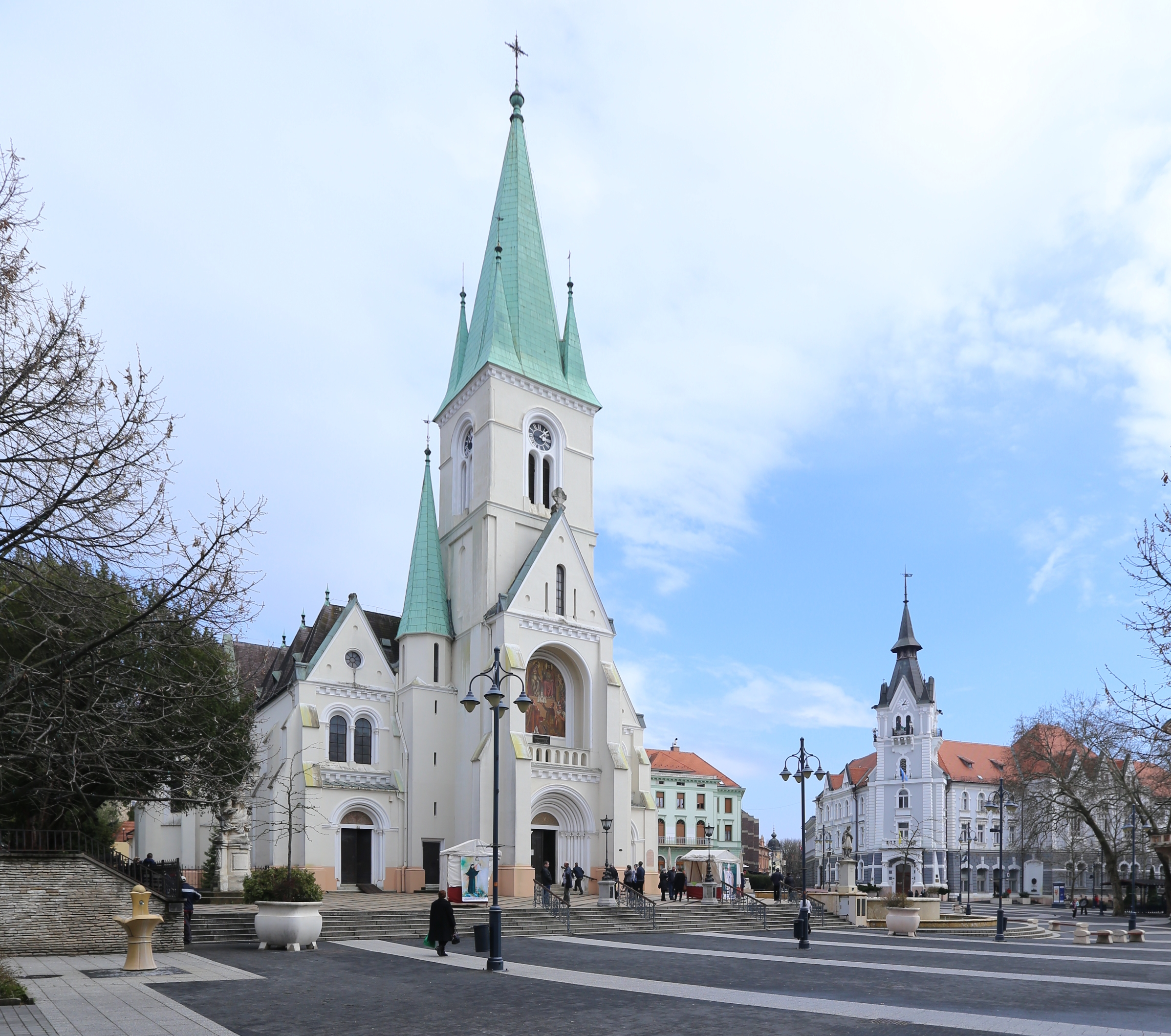
A székesegyház és a Városháza
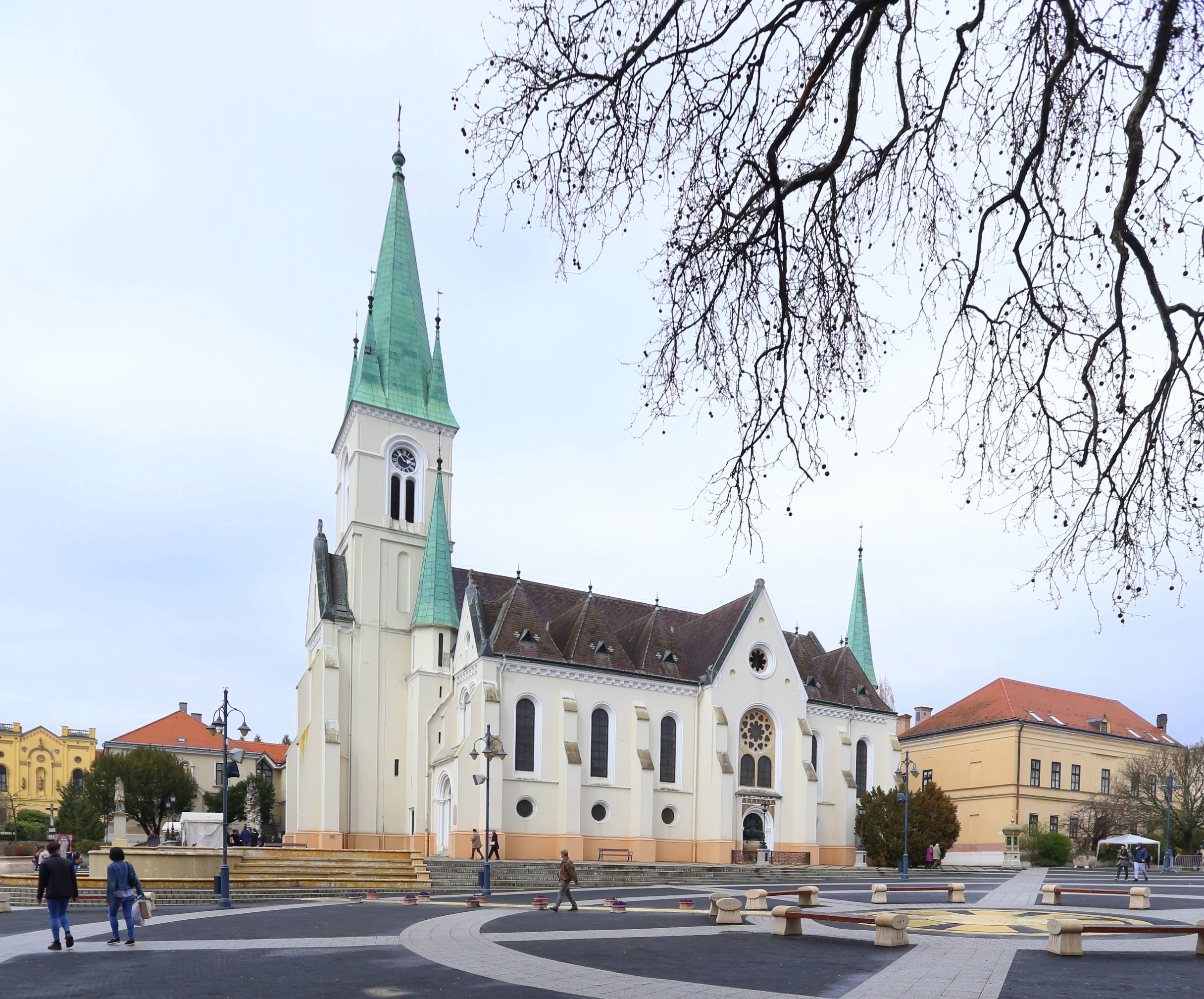
Oldalsó homlokzat
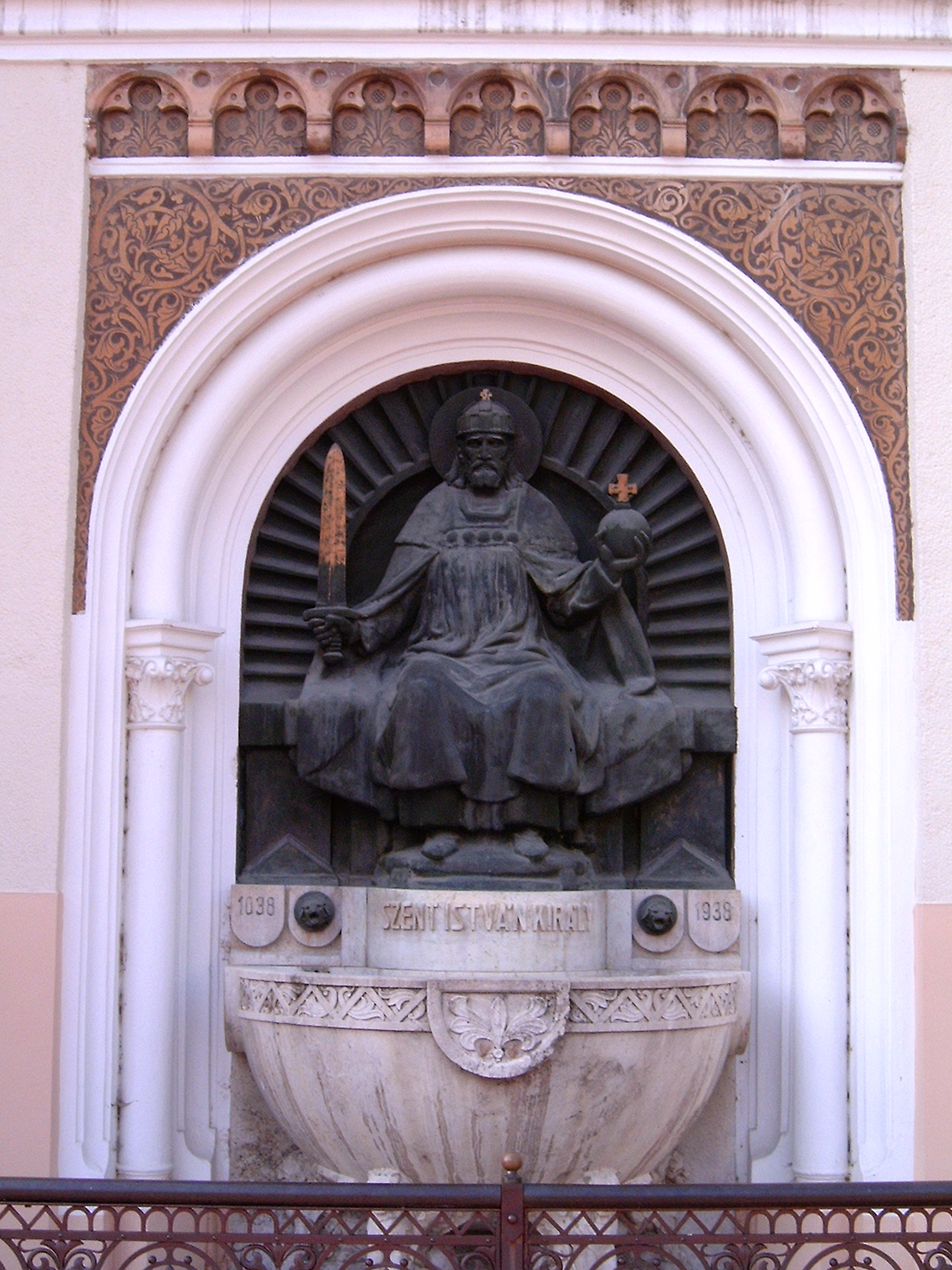
A Szent István-kút a székesegyház oldalán
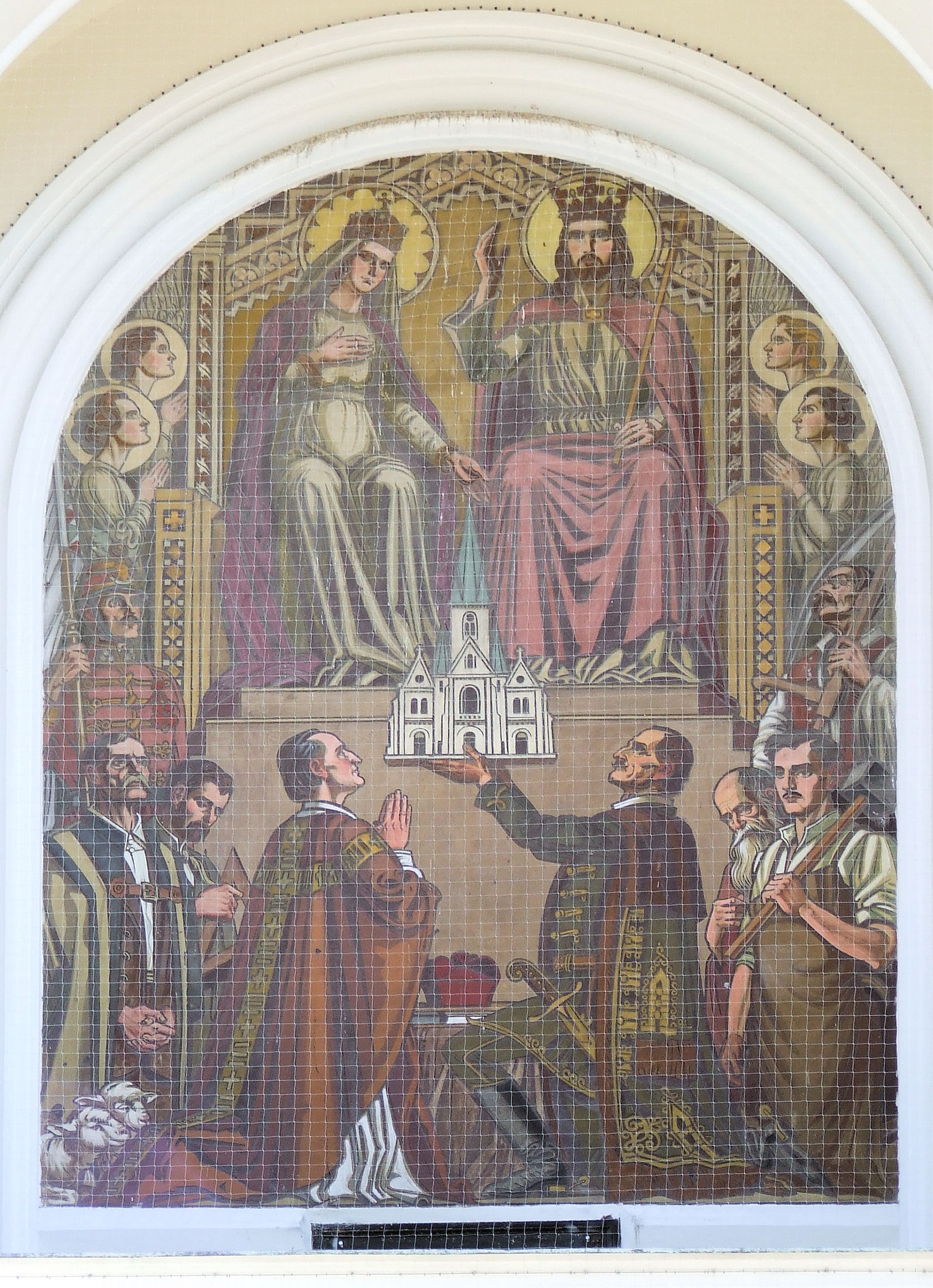
A templom megáldását stilizáló freskó a főbejárat fölött
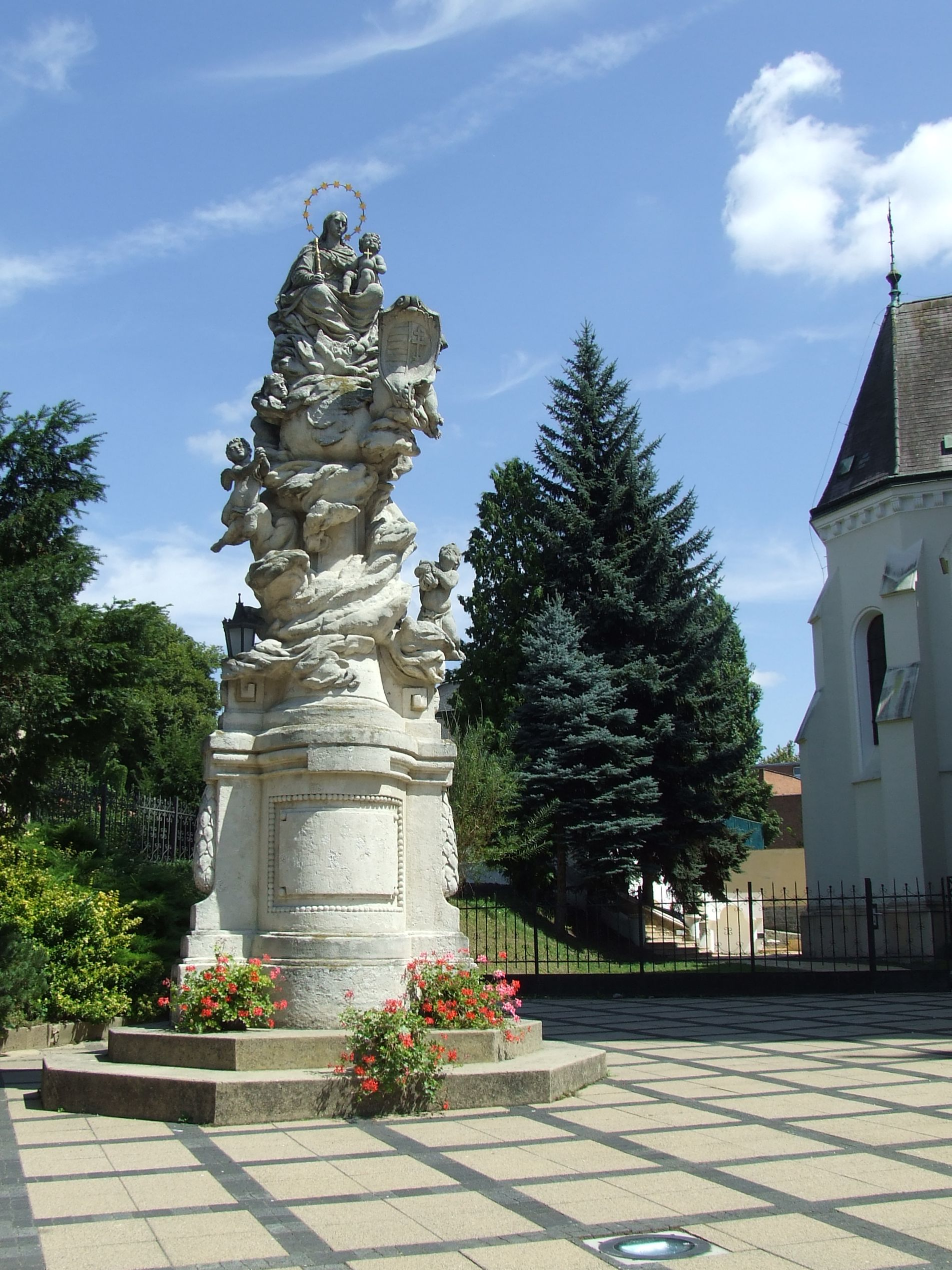
A Rokokó Madonna szobor
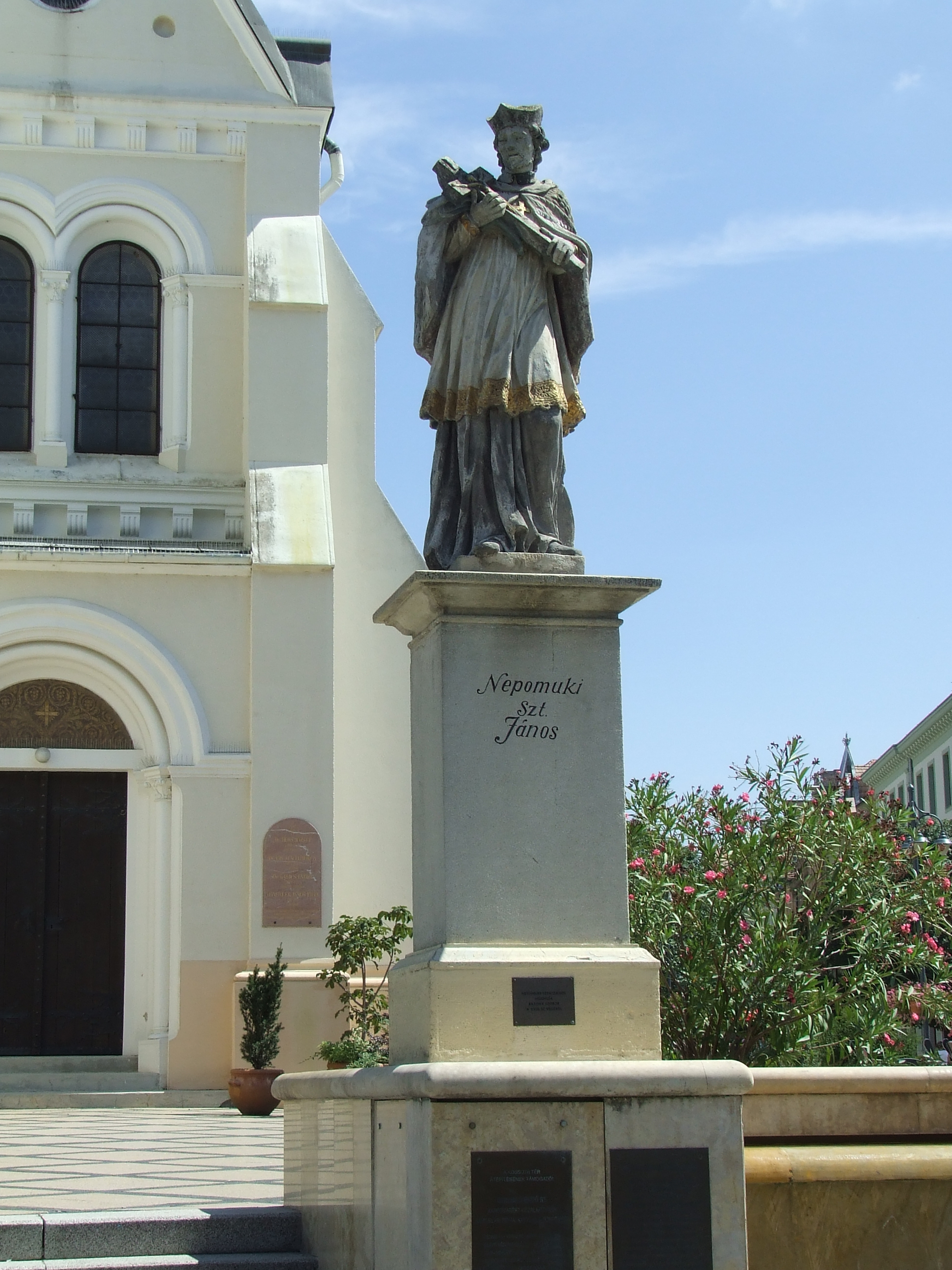
Nepomuki Szent János szobra
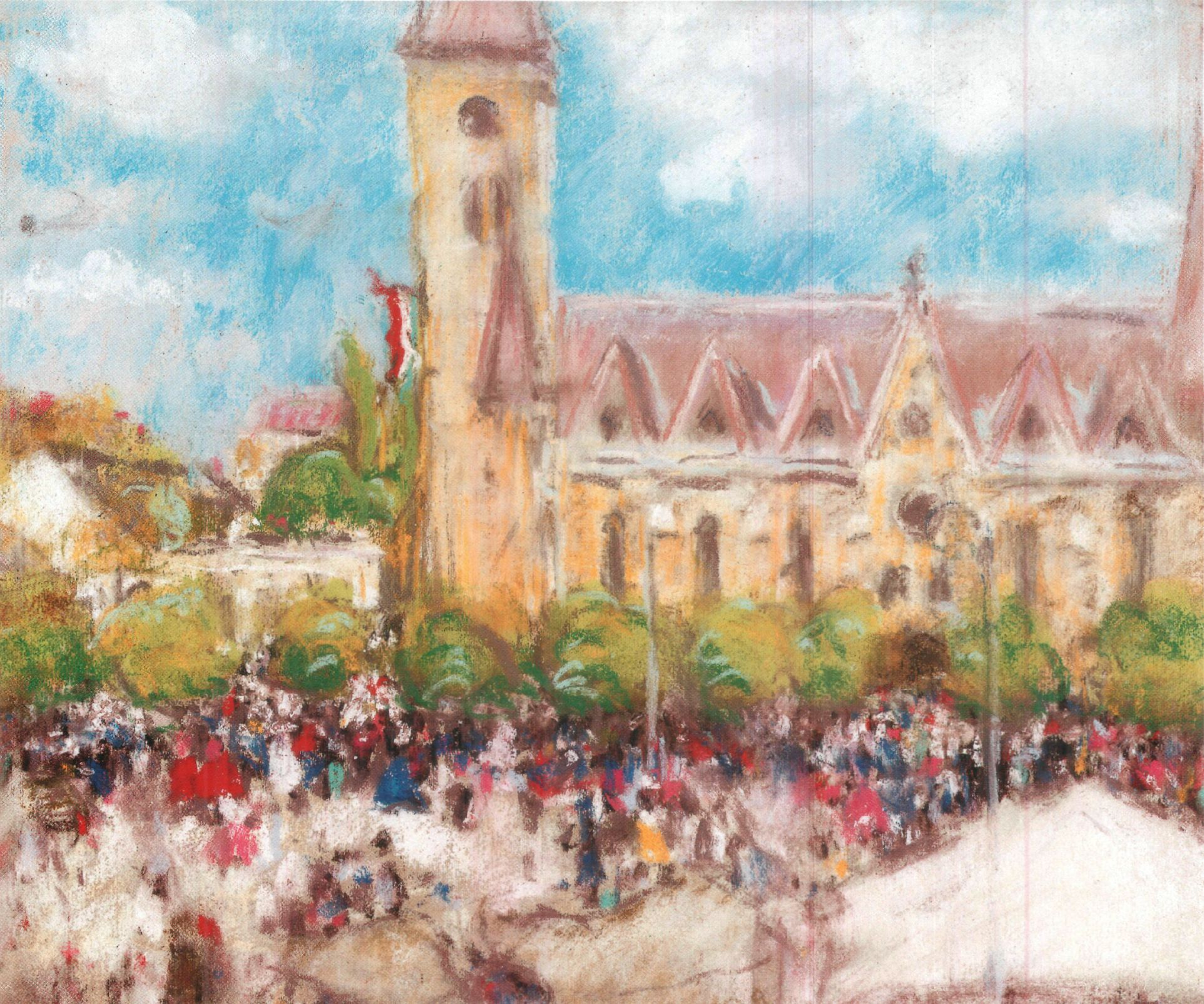
A székesegyház Rippl-Rónai József festményén
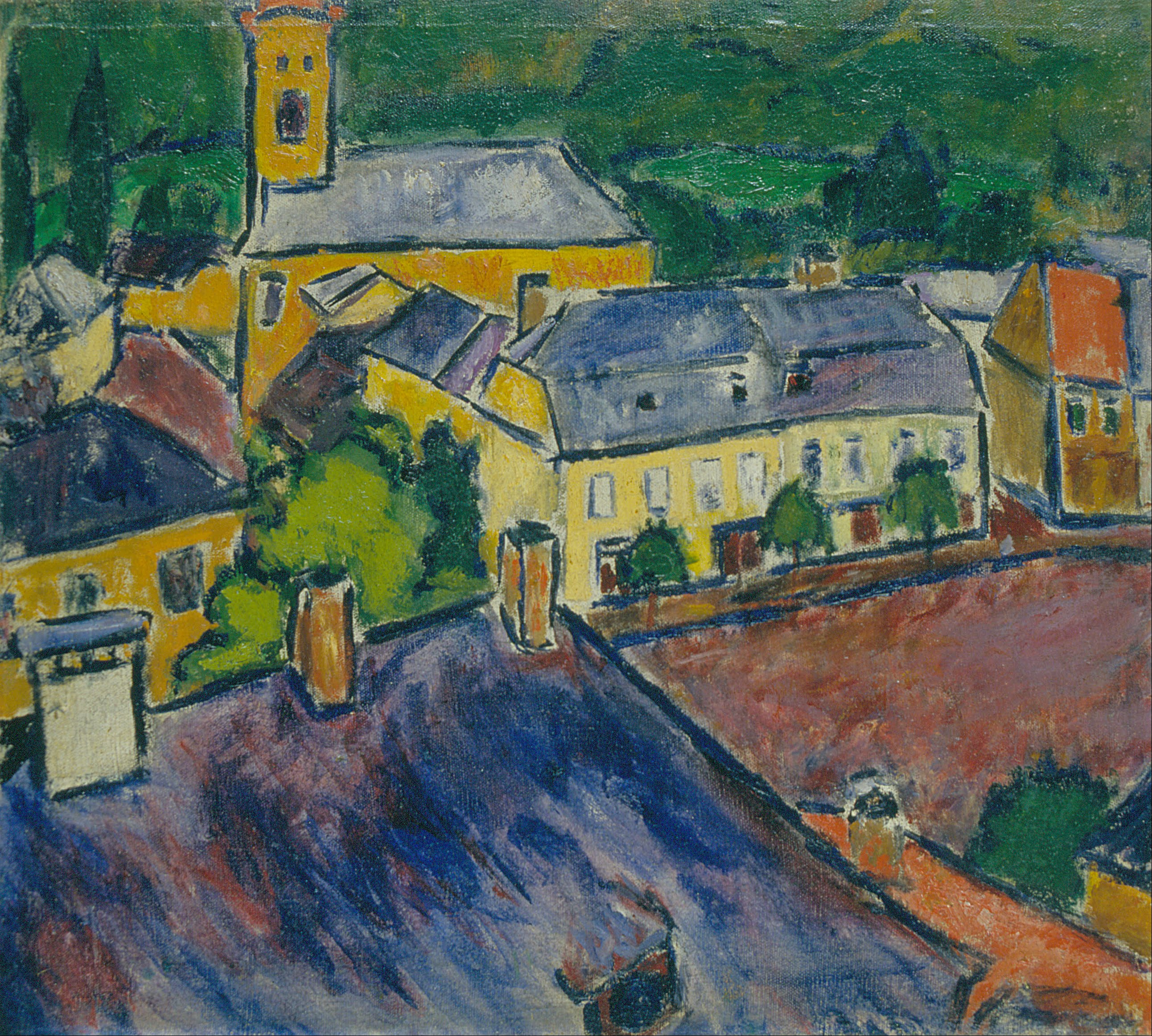
Galimberti Sándor festményén
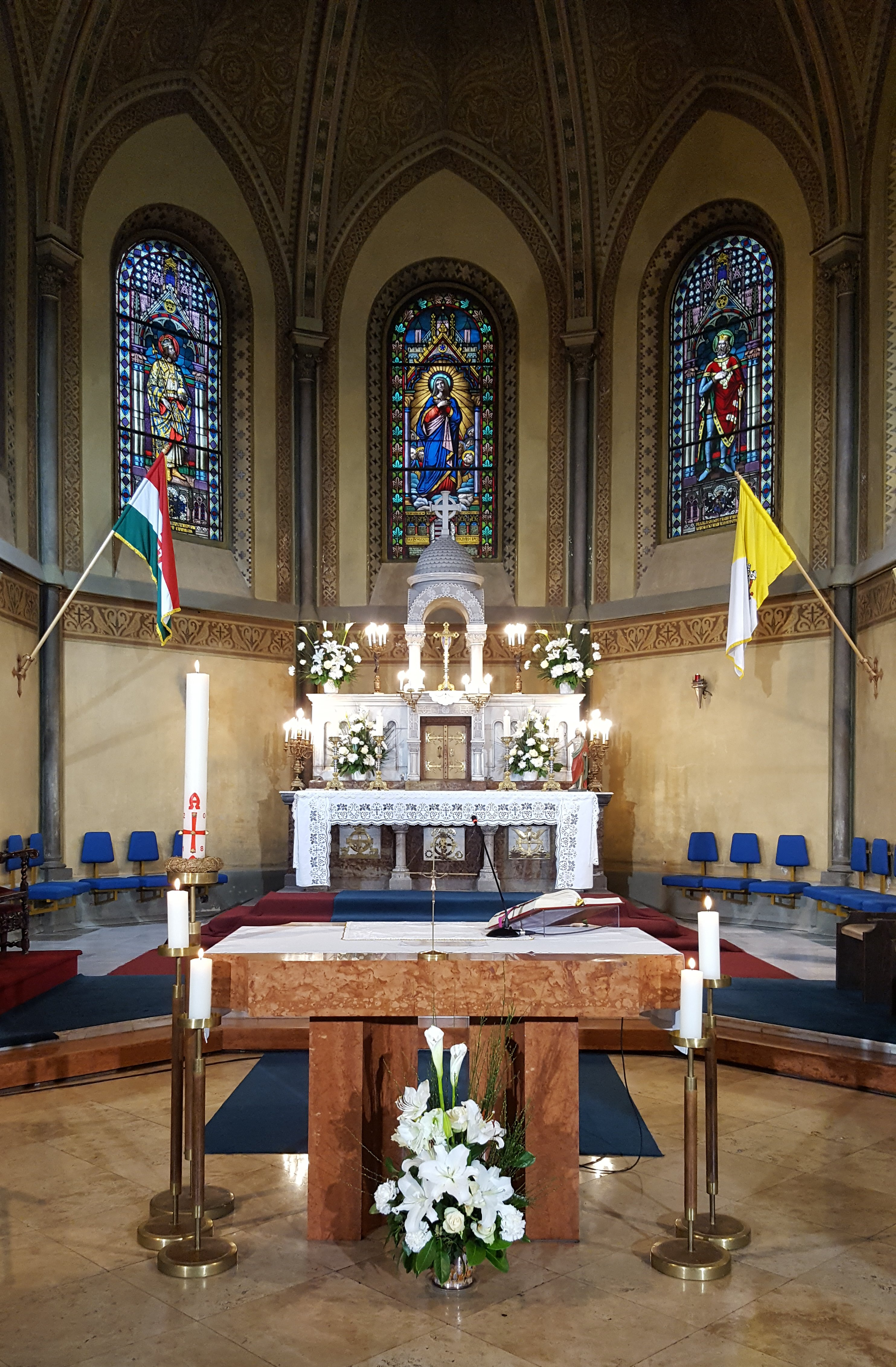
A szentély
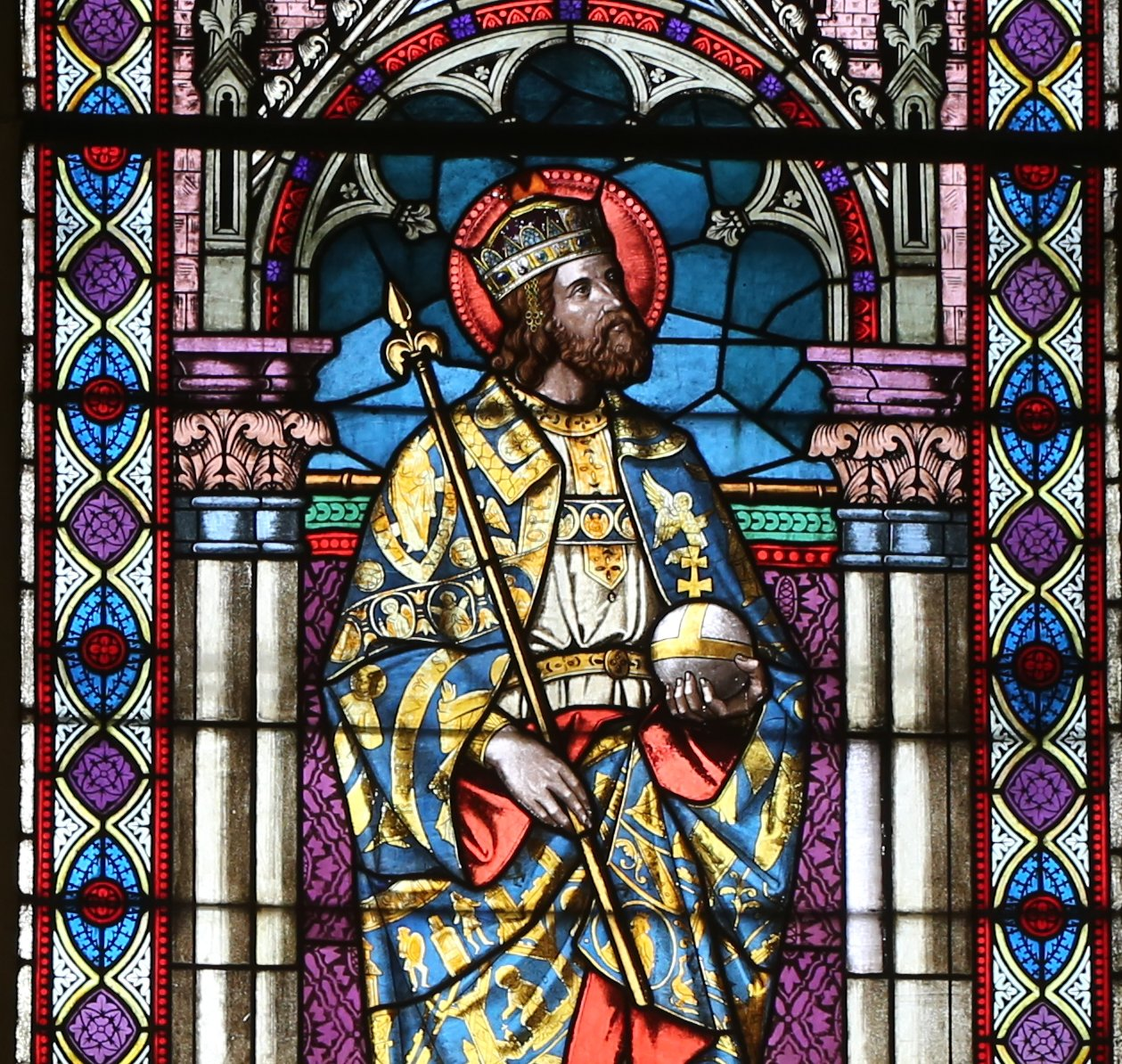
A szentély egyik üvegablaka
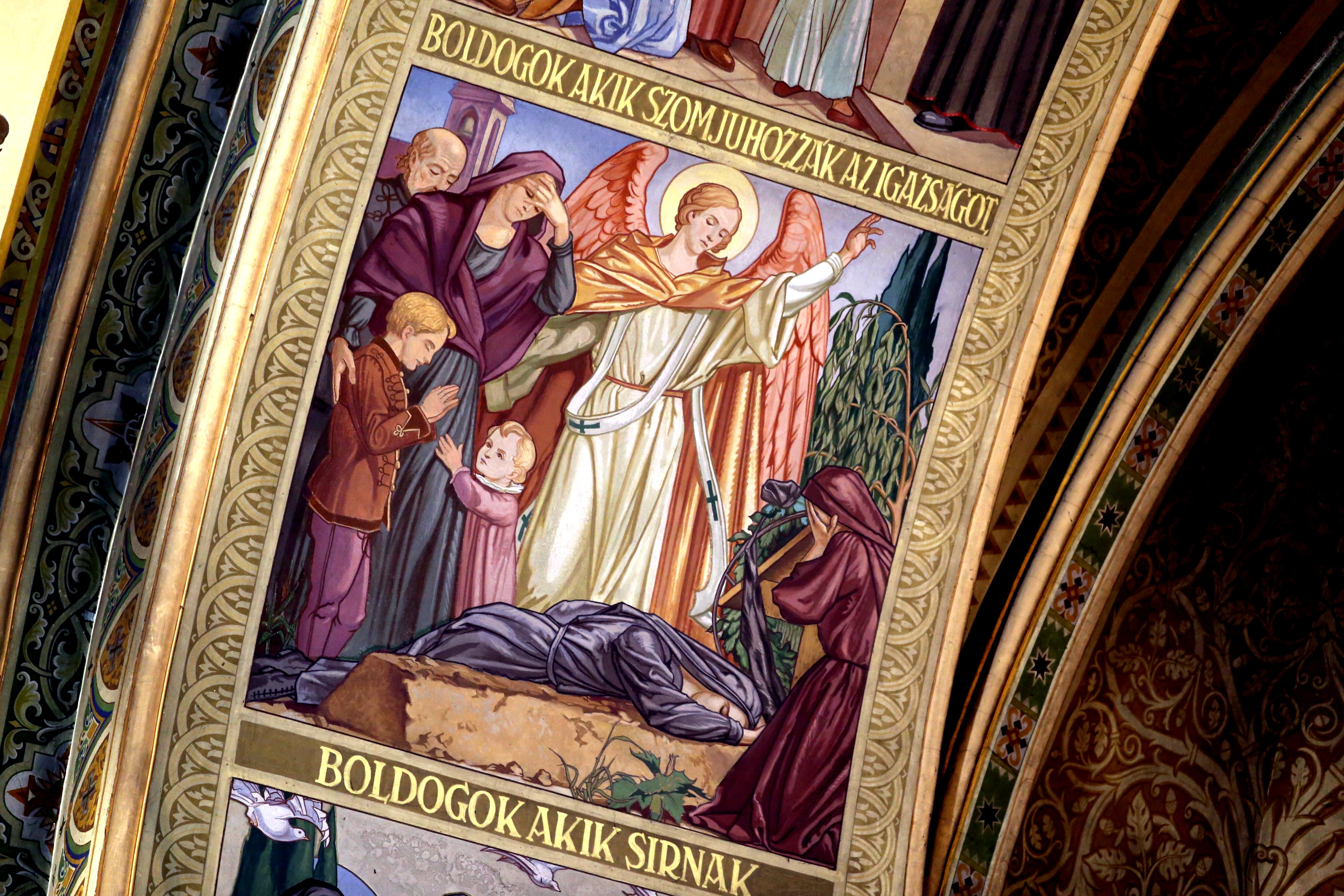
A diadalív „nyolc boldogság” falképének részlete
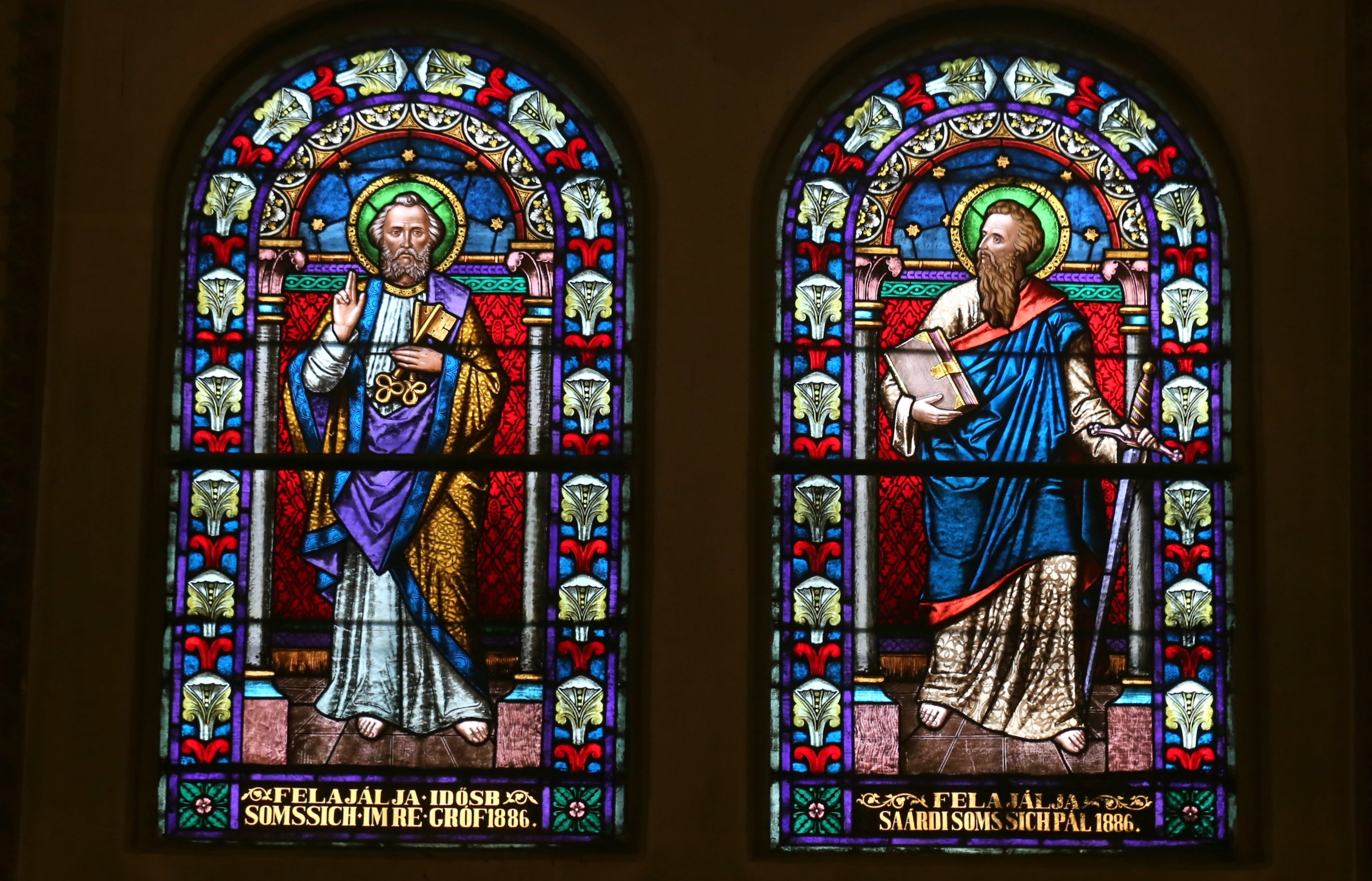
Szent Péter és Pál, a templomhajó üveg ablakai
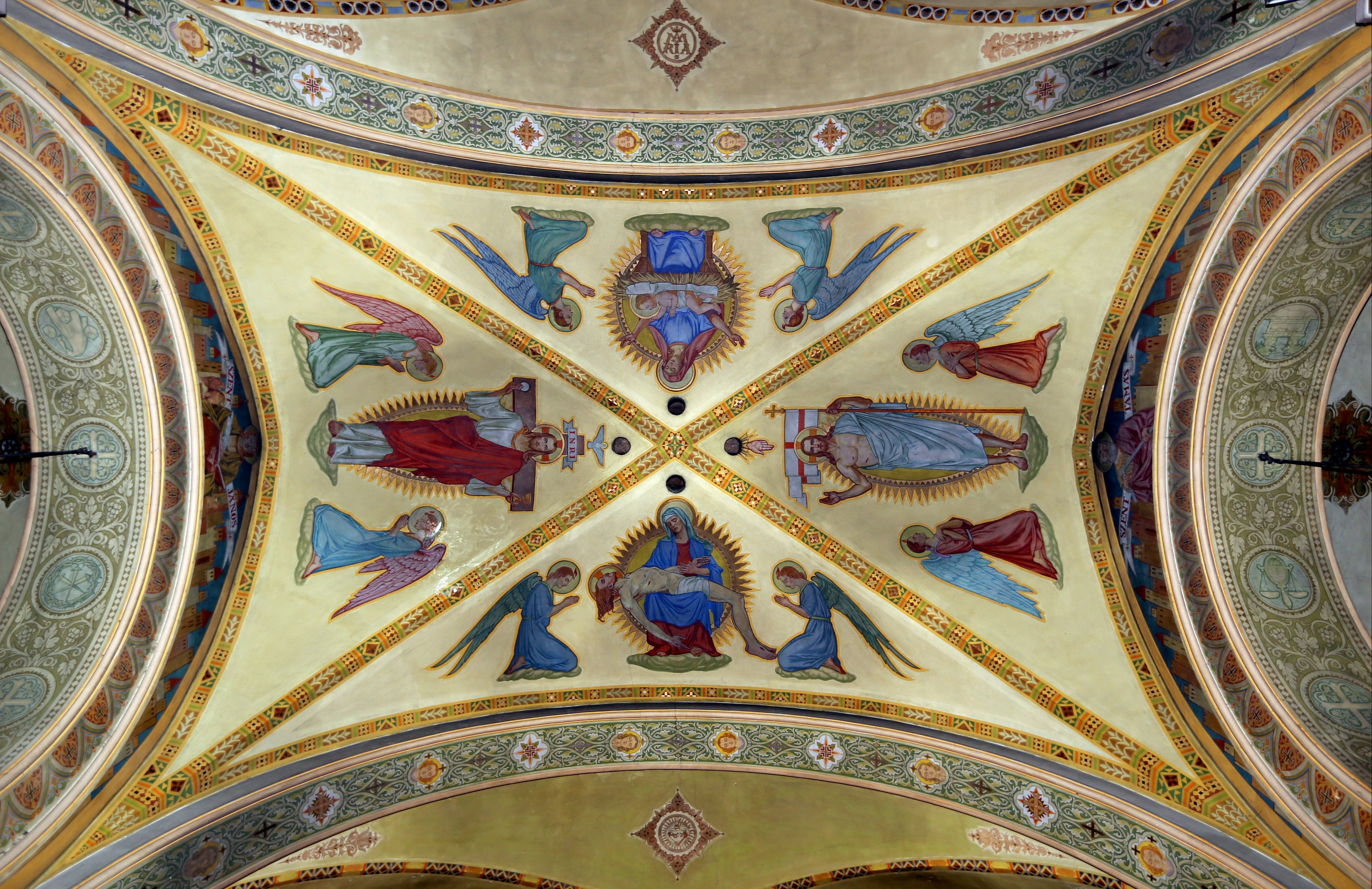
Mennyezeti falkép